# Natalino Lecca
Natalino Lecca (Dolianova, 24 dicembre 1937) è un militare italiano.
Generale di Divisione in congedo della Guardia di Finanza, durante la carriera ha comandato numerosi reparti in Sicilia, Liguria, Lazio, Toscana ed ha svolto incarichi di polizia tributaria, e di Stato Maggiore al Comando Generale per i quali ha conseguito la promozione “per meriti eccezionali di servizio” a maggiore. È autore di numerose pubblicazioni sui petroli, sulle frodi comunitarie, sull’organizzazione dei mercati agricoli europei e sulle frodi alimentari.
Il 2/06/1996 è stato insignito dal Quirinale del titolo di Commendatore Ordine al Merito della Repubblica Italiana.
Nel 1998 è stato nominato dal Governo Prodi presidente della commissione d'inchiesta sul sistema di applicazione delle quote-latte.
Con il D.P.C.M. del 06 agosto 1998 è stato nominato Direttore Tecnico del “Comitato di studio ed indirizzo per l’adeguamento dei sistemi informatici e computerizzati all’anno 2000” (Comitato anno 2000).